# Araceli Gilbert
Araceli Gilbert (6 décembre 1913 à Guayaquil - 1993 à Quito) est une artiste équatorienne, récipiendaire du Prix Eugenio-Espejo dans la catégorie Art en 1989.